# سونيل جوشي
سونيل جوشي (14 نوفمبر 1977 بدلهي في الهند - ) هو لاعب كريكت هندي.

## وصلات خارجية
- سونيل جوشي على موقع إي آس بي آن كريك إنفو (الإنجليزية)